# Sigurd Overby
Sigurd Sverre Overby (ur. 14 listopada 1899 w True, zm. 12 kwietnia 1979 w Ashland) – amerykański narciarz pochodzenia norweskiego, olimpijczyk, mistrz USA w biegach narciarskich.

## Życiorys
Sigurd Overby był najmłodszym z ośmiorga rodzeństwa, jego rodzice wywodzili się z Norwegii, czym można uzasadnić jego zainteresowanie narciarstwem. Do Stanów Zjednoczonych przybyli w roku 1915. Wygrał Mistrzostwa USA w biegach w 1916, 1923 i 1926. Brał udział w Zimowych Igrzyskach Olimpijskich 1924 w biegach narciarskich (19. miejsce na 18 km., w biegu na 50 km. nie został sklasyfikowany) i kombinacji norweskiej (11. miejsce). W późniejszych latach został producentem mleka.